# Schönhain
Schönhain ist ein mit Ponitz verschmolzener Ort im Landkreis Altenburger Land in Thüringen.

## Lage
Schönhain besitzt keine eigene Gemarkung, sondern befindet sich in der von Ponitz. Den ehemaligen Ort bildet heute der größte Teil der Meeraner Straße südöstlich des Ponitzer Ortskerns. Schönhain liegt im Altenburger Lösshügelland unweit der Landesgrenze zu Sachsen nordwestlich von Meerane und südlich von Gößnitz. Die Bundesstraße 93 tangiert den Ort.

## Geschichte
Das Dorf Schönhain wurde am 15. August 1349 erstmals urkundlich genannt. Als Straßendorf ist es noch heute als deutsche Siedlung erkennbar. Schönhain gehörte zum wettinischen Amt Altenburg, welches ab dem 16. Jahrhundert aufgrund mehrerer Teilungen im Lauf seines Bestehens unter der Hoheit folgender Ernestinischer Herzogtümer stand: Herzogtum Sachsen (1554 bis 1572), Herzogtum Sachsen-Weimar (1572 bis 1603), Herzogtum Sachsen-Altenburg (1603 bis 1672), Herzogtum Sachsen-Gotha-Altenburg (1672 bis 1826). Bei der Neuordnung der Ernestinischen Herzogtümer im Jahr 1826 kam der Ort wiederum zum Herzogtum Sachsen-Altenburg.
Nach der Verwaltungsreform im Herzogtum gehörte Schönhain in der Flur von Ponitz bezüglich der Verwaltung zum Ostkreis (bis 1900) bzw. zum Landratsamt Ronneburg (ab 1900). Das Dorf gehörte ab 1918 zum Freistaat Sachsen-Altenburg, der 1920 im Land Thüringen aufging. 1922 kam Schönhain mit der Gemeinde Ponitz zum Landkreis Altenburg.
Bei der zweiten Kreisreform in der DDR wurden 1952 die bestehenden Länder aufgelöst und die Landkreise neu zugeschnitten. Somit kam Schönhain als Ortsteil der Gemeinde Ponitz mit dem Kreis Schmölln an den Bezirk Leipzig, der seit 1990 als Landkreis Schmölln zu Thüringen gehörte und bei der thüringischen Kreisreform 1994 im Landkreis Altenburger Land aufging.
Schönhain besaß von 1885 bis 1951 eine Dampfbrauerei. Sie wurde von Wilhelm Tück gegründet, aber bereits 1897 kaufte Robert Koppisch die Brauerei. Sie musste im Jahre 1951 von seinem Enkel Georg Krell jun. aufgrund von Ressourcenknappheit geschlossen werden. Da zu DDR-Zeiten stets Wohnraummangel herrschte, wurden 1962 fünf Wohnungen in der Brauerei eingebaut. Heute haben sich einige Dienstleistungsunternehmen in dem Gebäudekomplex angesiedelt.